# 法典村
法典村（ほうでんむら）は、千葉県東葛飾郡にかつて存在した村。現在の船橋市の北西部の地域にあたる。

## 概要
法典村は、1889年（明治22年）に藤原新田、上山新田、丸山新田の3村が合併して成立した。なお、村立の際、当初は藤原等の3村は前貝塚等3村（塚田村）も加えた大きな村を組織する計画であったが、種々問題があって実現せず、成立事情を同じくする藤原、上山、丸山だけで法典村を組織したという。法典村は、1937年（昭和12年）の船橋市誕生に伴い自治体として消滅した。

## 村名の由来
村名となった「法典」名称の由来については、『千葉県町村合併史』に「藤原新田、丸山新田等の諸村は法典と総称され、近隣に通じているのでそれに由った」と記されているが、江戸時代の古文書類に「法典」の名称が見えないこともあり、この仏教的な言葉が、なぜ村名に採用されたのかはっきりとわかっていない。ただ上山地区にある字の「法伝」は、かつては藤原の一部まで指していたと思われ、それが字を変えて新村名に採用された蓋然性はある。

## 人物
歴代村長
- 初代 鈴木清 - 明治22年6月〜明治10年9月
- 第2代 高橋彌五郎 - 明治10年10月〜明治16年4月
- 第3代 安川一 - 明治13年5月〜明治14年5月
- 第4代 吉橋政次郎 - 明治14年5月〜明治18年5月
- 第5代 安川尚三 - 明治42年8月〜大正2年9月
- 第6代　鈴木清 - 大正3年3月〜大正15年7月
- 第7代 安川尚三 - 大正5年3月〜大正7年3月
- 第8代 吉橋政次郎 - 大正7年6月〜大正7年11月
- 第9代 武藤三郎 - 大正7年11月〜大正11年11月
- 第10代 大野三郎 - 大正11年3月〜

村議会議員
- 高橋弥五郎

## 交通

### 鉄道路線
旧法典村の区域内に東武野田線（法典村が存在していた当時は北総鉄道および総武鉄道）馬込沢駅があり、開業当初は「法典駅」を名乗っていた。合併後の1978年（昭和53年）、区域内に国鉄（現・JR東日本）武蔵野線船橋法典駅が開業した。

なお、旧法典村の読みは「ほうでんむら」だが、船橋法典駅の読みは「ふなばしほうてんえき」である。

### 主な道路
- 木下街道